# Baklâ

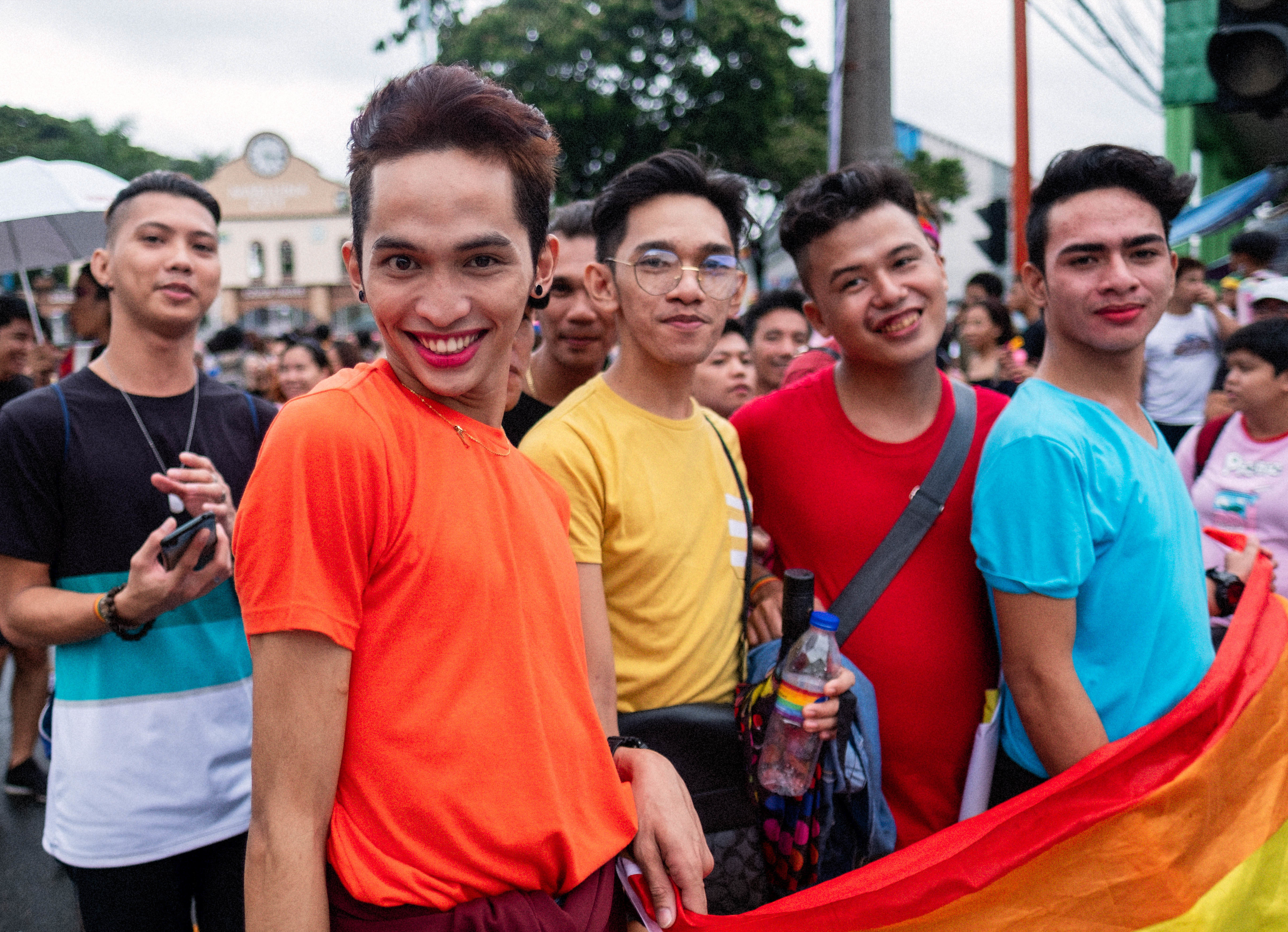
Un grupo de baklâ en la Marcha del Orgullo LGBT de Manila.

En las Filipinas, un baklâ (en tagalo y cebuano), bayot (cebuano) o agî (en hiligueino) es una persona a la que se le asignó el sexo masculino al nacer y que ha adoptado una expresión de género femenina. A menudo se les considera un tercer género. Muchos baklâ se sienten atraídos exclusivamente por los hombres y algunos se identifican como mujeres. El opuesto cultural del término es tomboy (nativamente lakin-on o binalaki), que se refiere a mujeres con una expresión de género masculina. El término se aplica comúnmente de manera incorrecta a mujeres trans.
Los baklâ están social y económicamente integrados en la sociedad filipina, habiendo sido aceptados por la sociedad antes de la colonización occidental. Muchos de ellos eran muy respetados y desempeñaban el papel de líderes espirituales conocidos como babaylán, katalonan y otros chamanes en las religiones populares filipinas. En la actualidad, un grupo minoritario de filipinos desaprueba o rechaza a los baklâ, generalmente por motivos religiosos derivados de creencias cristianas o musulmanas.

## Etimología
En el filipino y cebuano moderno, el término baklâ suele usarse para referirse a un «hombre afeminado» o «homosexual». Martin F. Manalansan, un antropólogo filipino, ha identificado dos posibles orígenes del término. Una es que podría ser un acrónimo de las palabras babae (mujer) y lalaki (hombre). El otro es que deriva de la palabra que designaba a la chamana precolonial de la mayoría de los grupos étnicos filipinos, la babaylan. Sin embargo, la palabra en sí ha sido utilizada durante siglos, aunque en contextos diferentes. En el tagalo antiguo, bacla significaba «incertidumbre» o «indecisión».
El poeta tagalo Francisco Balagtas usó la palabra bacla en referencia a «una falta temporal de determinación», como se ve en sus obras Florante at Laura y Orosman at Zafira. Este uso arcaico también aparece en la epopeya religiosa épica en tagalo del siglo XVII Pasyon. El pasaje que narra la oración en el huerto contiene un verso que dice «Si Cristo'y nabacla» («Cristo se confundió»).
Para la época de la Segunda Guerra Mundial, el término baklâ había evolucionado hasta significar «temeroso» o «débil», y se convirtió en un término despectivo para hombres afeminados. Un eufemismo común para baklâ en esa época era pusong babae (literalmente «corazón de mujer»). No fue sino hasta la década de 1990, cuando el discurso sobre identidades queer y gays se volvió más común, que baklâ perdió su connotación peyorativa.

## Definición
Baklâ es una identidad de género caracterizada por la adopción de una expresión de género femenina por parte de personas asignadaf como hombres. Esto incluye manierismos y habla femeninos, uso de maquillaje, travestismo y peinados largos; todo esto se agrupa bajo el término paraguas kabaklaán (afeminamiento). Sin embargo, baklâ no está ligado a la sexualidad ni es una orientación sexual, por lo tanto, no es un equivalente directo del término inglés "gay". Los baklâ suelen ser hombres homosexuales, pero en raras ocasiones pueden ser hombres heterosexuales o bisexuales.
Dado que el término baklâ denota específicamente afeminamiento, tradicionalmente no se aplica a hombres homosexuales con una expresión de género masculina. Sin embargo, debido al aumento de la globalización y la influencia de las categorías occidentales de orientación sexual, baklâ se ha equiparado erróneamente con la identidad gay y se usa de forma generalizada para referirse a hombres homosexuales, sin importar su masculinidad o feminidad.
Los baklâ suelen considerarse el tercer género natural en la cultura filipina. Baklâ también se usa comúnmente como término para mujeres transgénero, aunque esto es incorrecto y desaconsejado. Esto se debe en gran parte a la ausencia de términos locales modernos para personas transgénero, así como al desconocimiento general de las diferencias entre homosexualidad y transexualidad. Algunas organizaciones han promovido el uso de nueva terminología que distinga a las personas transgénero de los baklâ para evitar la idea errónea y despectiva de que las mujeres y los hombres trans son simplemente baklâ o tomboy que se han sometido a cirugía de afirmación de género. Una de estas propuestas, hecha en 2008 por la Society of Transsexual Women of the Philippines (STRAP), fue usar los términos transpinay (para mujeres trans) y transpinoy (para hombres trans), ambos derivados del endónimo filipino pinoy. Sin embargo, estos términos aún no han logrado una aceptación generalizada.
La dificultad de correlacionar definiciones con la terminología occidental se debe a diferencias fundamentales en las concepciones culturales sobre la homosexualidad. Según el académico filipino J. Neil Garcia, el baklâ encajaría en el patrón de inversión de la homosexualidad identificado por el psicobiólogo estadounidense James D. Weinrich. Esta visión cultural entiende la homosexualidad como una inversión del binario de género y sexo. En el contexto filipino, este binario se manifiesta como loób (el yo interior o espíritu) y labás (la forma física). Por ello, se asemeja a figuras como el hijra del sur de Asia o los dos espíritus de los indoamericanos. Esto contrasta con los otros dos patrones mundiales de homosexualidad: los patrones sesgados por edad (como la pederastia en la Antigua Grecia) y los patrones de rol (como en ciertas culturas de Medio Oriente y América Latina).

## Historia

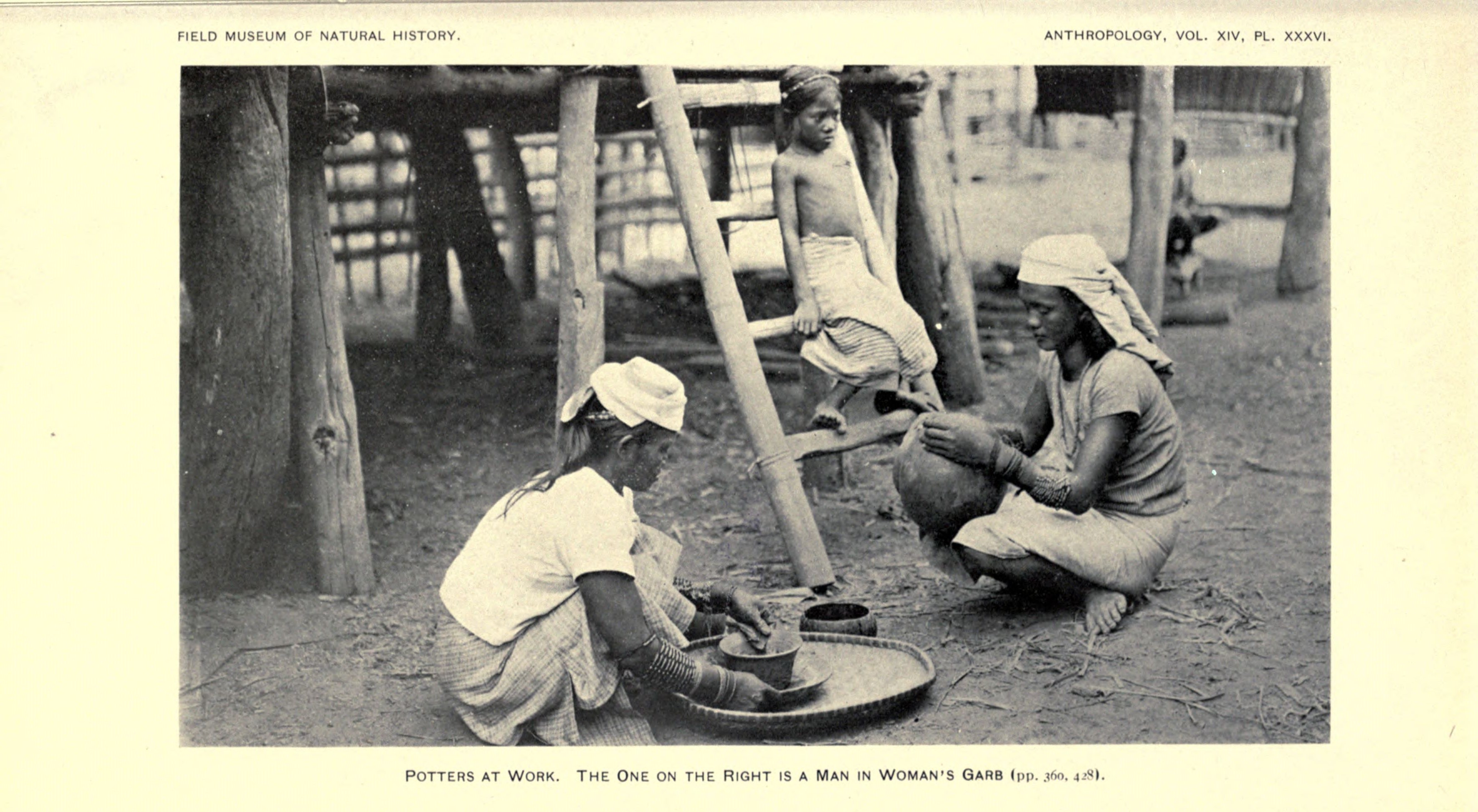
Alfareros Itneg; el de la derecha es un bayok con vestimenta femenina (c. 1922)

Las relaciones homosexuales entre ambos sexos eran comunes y no estaban estigmatizadas en las Filipinas prehispánica. Existen numerosos relatos de hombres afeminados en los primeros registros españoles. Se les describía como vestidos de mujer, desempeñando roles tradicionalmente femeninos y siendo tratados como mujeres por la comunidad. Se los consideraba comparables a mujeres biológicas, excepto por su incapacidad para dar a luz. Incluso hay registros de que se casaban con hombres.
Por su asociación con lo femenino, se les consideraba con mayor poder de intercesión ante los anitoy, por lo tanto, comúnmente se convertían en babaylán. Esto no es exclusivo de Filipinas y también era común en las sociedades precoloniales del resto del Sudeste Asiático marítimo, como los bissu del pueblo bugis, los warok de la etnia javanesa y los manang bali del pueblo iban.
Durante los tres siglos de colonización española, la Iglesia Católica en Filipinas impuso medidas severas para suprimir a los baklâ. En los reinos absorbidos por el Imperio español, se los difamó, acusándolos falsamente de brujería y de ser «sacerdotes del diablo», y fueron violentamente perseguidos por el clero. Posteriormente, durante la ocupación estadounidense, se introdujo la idea de que la homosexualidad y la afeminación eran una «enfermedad». A pesar de ello, la colonización no logró borrar completamente las visiones tradicionales de los filipinos sobre las identidades sexuales y de género no normativas. Aunque aún hay desafíos, la cultura filipina en general sigue siendo relativamente abierta hacia identidades no heteronormativas como la del baklâ.

## Estado legal

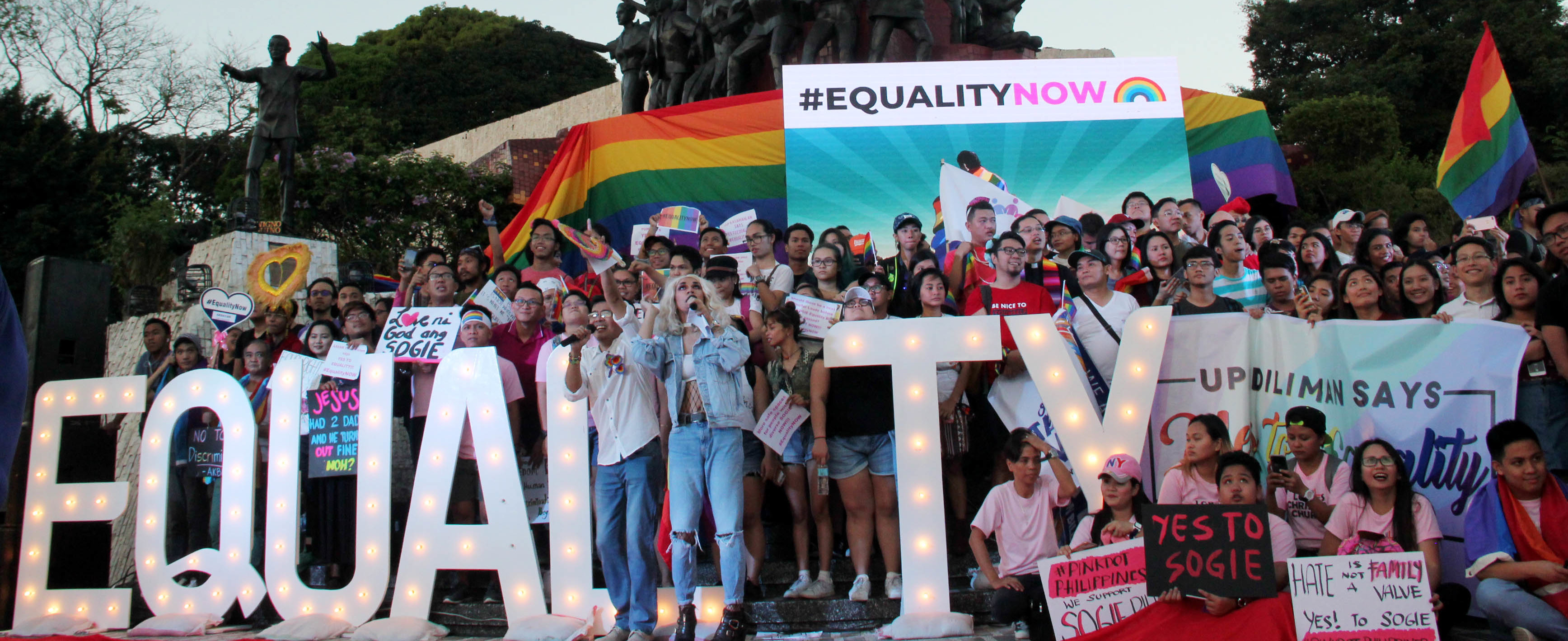
Manifestación en 2018 en apoyo a la aprobación del proyecto de ley de igualdad de Orientación Sexual e Identidad y Expresión de Género

Desde la independencia, las relaciones homosexuales no comerciales entre dos adultos en privado nunca han sido criminalizadas en Filipinas, aunque las muestras de afecto o conducta sexual en público pueden estar sujetas a la prohibición de «escándalo grave» en el Artículo 200 del Código Penal Revisado (aunque esto se aplica a todas las personas, no solo a las personas LGBTQ).
En diciembre de 2004, se informó que la ciudad de Marawi había emitido una ordenanza que prohibía a los bakla salir en público usando vestimenta femenina, maquillaje, aretes u «otros adornos para expresar su inclinación hacia la feminidad». El alcalde afirmó que estas medidas eran parte de una campaña de «limpieza y purificación». La ordenanza es posible porque Marawi formaba parte de la Mindanao Musulmán, la cual permite leyes civiles separadas (basadas en la sharía) del resto del país, siempre que no violen la Constitución de Filipinas.

## Religión
Filipinas es predominantemente cristiano, con más del 80% de los filipinos pertenecientes a la Iglesia Católica Romana. La doctrina oficial de la Iglesia tolera a las personas con tales orientaciones, pero condena los actos homosexuales. Esta condena de la homosexualidad representa un problema para los baklâ debido a la posibilidad de discriminación en una sociedad dominada por el catolicismo. Como resultado, los jóvenes baklâ, tienen un mayor riesgo de suicidio, depresión y abuso de sustancias que sus pares heterosexuales, y el riesgo aumenta a medida que disminuye la aceptación parental.
Los filipinos no cristianos que profesan islam e hinduismo  también presentan una amplia gama de puntos de vista doctrinales. El islam, la segunda religión más grande en Filipinas comparte puntos de vista con otras religiones abrahámicas, en el sentido de que considera los actos homosexuales como pecaminosos. Por el contrario, el hinduismo no los condena.